# SAR協定
SAR協定 (SARきょうてい、Agreement on Search and Rescue Regions) とは、1979年（昭和54年）に発効になった「1979年の海上における捜索及び救助に関する国際条約（SAR条約）」の勧告に基づき、関係締結国や隣接国と結ぶ捜索救助に関する協定のことである。
この条約は、海上の遭難者を迅速に救助するため、自国の周辺海域で適切に海難救助が出来るような制度を確立するとともに、関係国間で協力を行うことにより、最終的に、世界中の海で空白域のない捜索救助体制を作り上げることを目的とするものである。

## 日本におけるSAR協定
日本は、SAR条約の勧告に基づき、1986年（昭和61年）にアメリカ合衆国との間で「日本国政府とアメリカ合衆国政府との間の海上における捜索及び救助に関する協定」（日米SAR協定）を締結し、日本が捜索救助活動に責任を負う捜索救助区域として、本土から1,200カイリ（約2,200km）に及ぶ太平洋の広大な海域を担当することになった。東は東経165度、南は北マリアナ諸島近海の北緯17度にまで及ぶ広大な海域である。
さらに、1989年（平成元年）に実務者である海上保安庁とアメリカ沿岸警備隊との間で、具体的な協力方法について定めた「日本国海上保安庁とアメリカ合衆国沿岸警備隊との捜索及び救助に関する協力のための指針」を作成した。海上保安庁は、船位通報制度を導入した他、ヘリコプター搭載型巡視船の整備や遠海域捜索のためのジェット機ファルコン900を配備し、捜索救助体制の充実を図った。
ロシアとは、すでに1956年（昭和31年）に旧ソ連との間で「日ソ海難救助協定」が締結されていたが、1994年（平成6年）に「海上における捜索及び救助に関する日本国海上保安庁とロシア連邦運輸省海運局国家海洋救助調整本部との間の協力のための指針」が作成され、大韓民国とも、1990年（平成2年）5月に「日本国政府と大韓民国政府との間の海上における捜索及び救助並びに船舶の緊急避難に関する協定」（日韓SAR協定）が締結された。
1999年（平成11年）には、日本海を囲む日本・韓国・ロシアによる捜索救助・海洋汚染防除実務者会合が開催され、各国が連携した捜索救助活動について話し合いがもたれた。さらに中華人民共和国とも、2018年（平成30年）10月に「日本国政府と中華人民共和国政府との間の海上における捜索及び救助についての協力に関する協定」（日中SAR協定）が締結された。
日本は領海が広く海上保安庁単独では捜索救難が困難であるため、各管区海上保安本部から海上自衛隊や航空自衛隊に災害派遣の要請が出され、海上自衛隊の護衛艦や哨戒機、航空分遣隊や航空自衛隊航空救難団の救難隊が海上保安庁の活動を支援する体制が敷かれる。

### 船位通報制度
日本の船位通報制度は、JASREP (Japanese Ship Reporting System) と呼ばれる。SAR協定海域を航行する船舶の情報（航海プラン、現在位置、当初との変更点、入港前最終通報）を、航行中の船舶から通報を受け、それを海上保安庁のコンピューターで管理し、通報を行った船舶の監視を行うとともに、万が一の際は、付近を航行している船舶を検索し、救助の要請を行うシステムである。
現在は、アメリカの船位通報システム Amver とのデータ提携を行っており、一方への通報だけで両方のシステムへ相互に通報されるようになった。